# 大豪邸に残された嫁と姑 銀座うしの時参り殺人
『大豪邸に残された嫁と姑 銀座うしの時参り殺人』（だいごうていにのこされたよめとしゅうとめ ぎんざうしのときまいりさつじん）は、1984年にテレビ朝日系「土曜ワイド劇場」で放送されたテレビドラマ。主演は片平なぎさ。

## キャスト
- 小久保雪（老舗和菓子店の娘） - 片平なぎさ
- 鬼塚（銀座署刑事・雪の先輩） - 広岡瞬
- 吉川初美（銀座中央診療所看護婦） - 叶和貴子
- 赤地（銀座中央診療所医師） - 中尾彬
- 小久保すえ（春彦の母） - 大塚道子
- 小久保歌子（春彦の後妻） - 野際陽子
- 坂上（銀座署刑事） - 太宰久雄
- 銀座署刑事 - 太刀川寛、山崎誠
- 福田（店舗ビルのオーナー・赤木の叔父） - 伊吹聡太郎
- 俵屋あめ主人 - 松本朝夫
- 農婆 - 辻清子
- マサコ（銀座中央診療所看護婦） - 清水恵子
- 受験生 - 秋山武
- アユミ（銀座中央診療所看護婦） - 赤塚歩
- 町田（七尾署駐在） - 町田政則
- アヤコ（家政婦） - 久野美保
- ホームレス - 江藤漢
- 銀座中央診療所看護婦 - 西沢正代
- 小久保春彦（歌子の夫・故人） - 風中臣
- 管理人 - 永谷吾一
- 呪い女 - 志村忍
- ナレーター - 来宮良子
- 吉岡美智子、小林美智子、茜マリ、田辺洋子、NAC、JAC、ファイブエース、三宝プロ

## スタッフ
- 原作 - 日影丈吉『一丁倫敦殺人事件』
- 脚本 - 佐々木守
- 監督 - 石井輝男
- 音楽 - ジュエルポップス
- プロデューサー - 小川基之、藤原裕之、仲川利久
- 制作 - 朝日放送テレビ、東通企画